# سارگیس کاراپتیان (بازیکن فوتبال، زاده ۱۹۶۳)
سارگیس موُسس کاراپتیان (ارمنی: Սարգիս Մովսեսի Կարապետյան؛ زادهٔ ۳ سپتامبر ۱۹۶۳ در گیومری) یک بازیکن فوتبال در پست مدافع اهل ارمنستان است.

## باشگاهی
از باشگاه‌هایی که در آن بازی کرده‌است می‌توان به اسپارتاک هوکتمبریان، آرارات ایروان باشگاه فوتبال شیراک و باشگاه فوتبال لوری اشاره کرد.

## تیم ملی
وی همچنین در تیم ملی فوتبال ارمنستان بازی کرده‌است. کاراپتیان نخستین و تنها بازی ملی خود را که یک بازی دوستانه بود در تاریخ ۱۴ اکتبر ۱۹۹۲ در مقابل مولداوی انجام داده‌است.